# プラスチックに係る資源循環の促進等に関する法律
プラスチックに係る資源循環の促進等に関する法律（プラスチックにかかるしげんじゅんかんのそくしんとうにかんするほうりつ、令和3年6月11日法律第60号）は、国内におけるプラスチック資源循環促進に関する法律である。俗に「プラスチック資源循環促進法」「プラスチック新法」とも呼ばれる。
2021年（令和3年）6月11日に公布され、2022年（令和4年）4月1日から施行された。目的は法1条を参照。

## 主務官庁
- 環境省環境再生・資源循環局総務課リサイクル推進室

## 影響
本法の施行に伴い影響を受けた事例として以下が挙げられる。
- ホテルにおける部屋へのアメニティグッズ備え付けの廃止（フロントでの配布等への切り替え）[5]
- 飲食店における持ち帰り（テイクアウト）用カトラリー類（スプーン・ストロー等）を代替素材に切り替え[3]
- 衣類販売店やクリーニング店におけるプラスチック製ハンガーや衣類カバー（ポリ包装）の抑制[6]